# Арго ФВ-6511
Арго ФВ-6511 — советский персональный компьютер, последователь Юниора ФВ-6506, развитие Радио 86РК

## Характеристики
- Процессор: Z80 3.5 МГц
- Видеоадаптер: КР580ВГ75, КР580ВТ57
- ОЗУ: 128 Кб
- ПЗУ: 2 Кб
- Графика: 640x200x8, 320x200x16
- Текст: 80x25x16

## Описание
Арго ФВ-6511 выпускался Киевским производственным объединением «Электроприбор» с 1991 года. Для хранения данных, обычно использовались магнитофоны Маяк 231, Маяк 232, Маяк 233, Маяк 240. Арго ФВ-6511 мог после загрузки в ОЗУ специальной программы полностью имитировать ZX Spectrum, что позволяло использовать не только программы для CP/M, но и библиотеку программ для Спектрума